# 모글리 신드롬
모글리 신드롬 또는 모글리 현상(Mowgli Syndrome)은  사람이 인간 또는 인간사회와 격리된 환경에서 성장하게 되면 사회화 교육을 해도 인간과 소통하는 능력을 쉽게 갖추지 못하는 현상을 뜻한다.
이러한 예로 1996년 나이지리아의 한 숲에서 4살된 아이를 발견했는데 생후 6개월에 버려져 2년 반 동안 침팬지가 키웠다. 발견된 아이는 곧바로 인간 사회로 돌아왔지만 말을 배우지도, 사람들과 어울리지도 못했다. 
영국의 러디어드 키플링이 쓴 정글북에 나오는 주인공의 이름인 모글리에서 따와 모글리 신드롬이라 부른다.

## 같이 보기
- 야생아동
- 피터팬 콤플렉스
- 신데렐라 콤플렉스
- 착한아이 콤플렉스
- 베르테르 효과
- 서번트 증후군
- 뫼비우스 증후군
- 증후군
- 결정적 시기 가설